# Dawlat Abad (distrikt i Faryab)
Dawlat Abad (persiska: دولت آباد) är ett distrikt i Afghanistan. Det ligger i provinsen Faryab, i den norra delen av landet, 400 kilometer nordväst om huvudstaden Kabul.
Distriktet beräknades år 2022 ha cirka 57 000 invånare.